# ويكي الاقتباس
ويكي الاقتباس هو أحد مشاريع مؤسسة ويكيميديا؛ مبني بالأساس على فكرة دانييل الستون التي سرعان ما قام بتنفيذها بريون فيبر. يهدف المشروع إلى تجميع الاقتباسات والأقوال المأثورة، بدأ المشروع في 10 يوليو 2003 وبدأت النسخة العربية في 30 سبتمبر 2004 وهي أيضا تستخدم برنامج ميدياويكي لإدارة المحتوى.

## تاريخ ويكي الاقتباس
- في 27 يناير 2003- تم وضعها مؤقتا على موسوعة ويكيبيديا الولوفية : wo.wikipedia.org.
- في 10 يوليو 2003- أصبح لويكي الاقتباس اسم نطاق فرعي (Subdomain) وأخذ الصيغة التالية quote.wikipedia.org.
- في 25 أغسطس 2003- أصبح لويكي الاقتباس اسم نطاق كامل خاص بها وهو : wikiquote.org
- في 17 يوليو 2004- تم إضافة لغات جديدة للموسوعة.
- في 13 نوفمبر 2004- بلغت النسخة الإنجليزية عدد 2,000 صفحة.
- في نوفمبر 2004- أُضيفت 24 لغة جديدة.
- في مارس 2005- بلغ عدد صفحات ويكي الاقتباس الإجمالي 10,000 صفحة واقتربت النسخة الإنجليزية من عدد 3,000 صفحة.
- في يونيو 2005- إضافة 34 لغة منها اللاتينية الكلاسيكية والإسبرانتو الاصطناعية.
- في 4 نوفمبر 2005- بلغ عدد صفحات النسخة الإنجليزية 5,000 صفحة.
- في إبريل 2006- تم إيقاف النسخة الفرنسية لأسباب قانونية.
- في 4 ديسمبر 2006- عادت النسخة الفرنسية للعمل من جديد.

## تعدد اللغات
في يوليو 2004، تم تثبيت حوالي 70 نطاق ثانوي. بحلول 5 يناير 2007 تخطت عشرة نسخ من ويكي الاقتباس عدد 2,000 مقالة. أضخم نسخة من حيث عدد المقالات إلى الآن هي النسخة الإنجليزية التي تعدت 8,500 مقال، تليها النسخة الألمانية ثم البولندية، الإيطالية، السلوفاكية، البرتغالية، البوسنية، البلغارية والنسخ السلوفينية. النسخة الفرنسية التي عادت للعمل مؤخرا في ديسمبر 2006 تحتوي على 175 مقال، حوالي 31 لغة تعدت أكثر من 100 مقال.

## وصلات خارجية
- الموقع الرسمي
- النسخة العربية لويكي اقتباس